# Azerbeidzjan en de Europese Unie
Azerbeidzjan is geen lid van de Europese Unie en is ook geen kandidaat-lidstaat van de unie. Wel behoort ze tot het Oostelijk Partnerschap van het Europees Nabuurschapsbeleid.
De Europese Gemeenschap heeft een driejarig steunplan ontwikkeld voor Azerbeidzjan, het Nationaal Indicatief Programma (NIP), waarvoor de EU een budget van € 92 miljoen heeft verdeeld over drie jaar (2007-2010). De belangrijkste doelstellingen van dit programma zijn het opzetten van overheidsinstellingen, hen efficiënter laten werken en het helpen van Azerbeidzjan om zijn interne infrastructuur te bevorderen om buitenlandse investeringen en groei te stimuleren. De EU heeft ook een Europees instrument voor democratie en mensenrechten (EIDHR) kantoor opgezet in Bakoe om advies te geven aan de nieuwe democratische regering van Azerbeidzjan en ervoor te zorgen dat de mensenrechten worden beschermd.
De Europese Unie en Azerbeidzjan zijn sterke partners ten aanzien van het energiebeleid en werken samen aan een aantal projecten. Het belangrijkste project is de bouw van een pijpleiding om de Kaspische olie naar Europa te brengen en biedt dan een levensvatbare route voor olie en gas. Europa ondersteunt ook het door de Azerbeidzjaanse staat gesponsorde programma voor het toenemend gebruik van alternatieve en hernieuwbare energiebronnen. Azerbeidzjan is een partnerland van de EU in het INOGATE-energie-programma, dat vier belangrijke onderwerpen heeft: toenemende energiezekerheid, de convergentie van de energiemarkten op basis van de beginselen van de interne energiemarkt van de EU, het ondersteunen van de ontwikkeling van duurzame energie en het aantrekken van investeringen voor energieprojecten van gemeenschappelijk en regionaal belang.
Het land tekende op 29 november 2013 een verdrag met de EU over visa. Door het verdrag wordt er gehoopt dat het makkelijker en goedkoper moet worden voor mensen uit Azerbeidzjan om een visum te krijgen voor de EU. Onderhandelingen met Azerbeidzjan over een associatieakkoord zijn nog aan de gang.